# FC Rapid București
Fotbal Club Rapid București, cunoscut sub numele de FC Rapid București, pe scurt Rapid, este un club de fotbal profesionist din București, România, ce evoluează în prezent în SuperLiga României. A fost fondat pe 25 iunie 1923 de către un grup de muncitori de la Atelierele Grivița sub numele de Asociația culturală și sportivă C.F.R..
Este unul dintre cele mai de succes cluburi de fotbal din România, Rapid câștigând de trei ori titlul național, de 13 ori Cupa României și de patru ori Supercupa României. Zece dintre aceste trofee au fost obținute sub acționariatul lui George Copos, cel care a patronat clubul în perioada 1993-2013. La nivel internațional, cele mai mari realizări reprezintă atingerea sferturilor de finală ale Cupei Cupelor 1972-73 și ale Cupei UEFA 2005-2006, dar și finala Cupei Mitropa din 1940, aceasta din urmă nefiind jucată din cauza celui de-al Doilea Razboi Mondial.
În iunie 2016, Rapid a fost declarat în instanță în faliment; deși nu era definitivă, decizia a avut ca urmare faptul că echipa nu a mai putut înregistra contracte noi și neavând legitimați suficienți jucători, clubul nu s-a putut înscrie în prima divizie în sezonul 2016-2017, în urma hotărârii Ligii Profesioniste de Fotbal. La scurt timp, a urmat și desființarea echipei. După faliment, au fost demarate patru proiecte paralele de reconstrucție ale echipei, dintre care sustenabil s-a dovedit a fi unul: Mișcarea CFR, devenit  Academia Rapid și mai apoi Fotbal Club Rapid. În luna iunie 2018, Academia Rapid a obținut dreptul să se numească FC Rapid după ce a achiziționat la o licitație brandul clubului Rapid București fondat în 1923, marca și culorile, fapt recunoscut oficial de Federația Română de Fotbal.
Culorile clubului sunt vișiniu și alb. Giuleștenii își dispută meciurile de acasă pe Stadionul Superbet Arena-Giulești din cartierul Giulești, care are o capacitate de 14.050 de locuri. Arena a înlocuit, în 2022, vechiul stadion pe care Rapid și-a disputat meciurile de acasă începând cu 1939. Rapid are rivalități acerbe cu Dinamo București și FCSB, dar și cu Petrolul Ploiești, meciurile dintre cele două fiind cunoscute sub numele de Primvs derby. În perioada interbelică, Rapid și Venus București compuneau Eternul derby.

## Istoric

### Începuturile și perioada interbelică (1923-1945)
Istoria clubului începe în ziua de 25 iunie 1923, când, într-o sală a școlii primare din cartierul Grivița, lucrătorii de la Atelierele Grivița au pus bazele "Asociației Culturale și Sportive CFR". Din primul comitet au făcut parte: maistrul Teofil Copaci (devenit președintele asociației), strungarii Grigore Grigoriu (devenit primul căpitan al echipei), Dumitru Constantinescu, Géza Ginzer, Tudor Petre, Franz Hladt. Echipa s-a constituit în luna septembrie, după fuzionarea celor de la „Ateliere” cu cei de la „Excelsior” (care reprezenta cartierul muncitoresc „Steaua” și care avea în frunte pe Emil Dobrescu, V. Constantinescu, Gh. Mărculescu, D. Itu) și a închiriat terenul C.A.B. de la Șosea, pentru antrenamente și jocuri. Primele echipamente au fost confecționate din pânză vișinie în casa lui Grigore Grigoriu, iar ghetele cu crampoane recondiționate din bocancii uzați de la Ateliere.

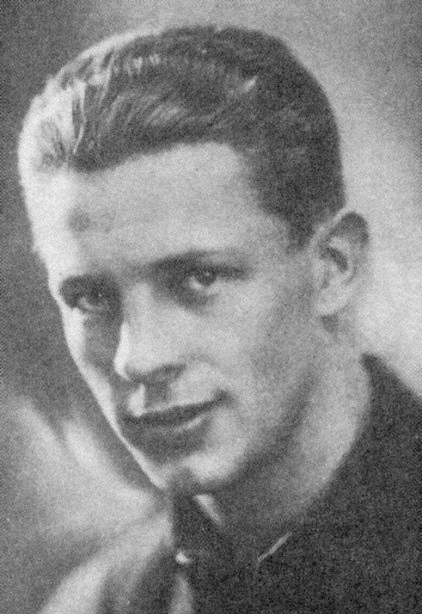
Iuliu Baratky, jucătorul clubului în perioada 1936-1944

Pe 28 octombrie 1923 echipa joacă primul său meci, împotriva celor de la Unirea Timișoara, pe care îl pierde cu 8-4. Al doilea meci, disputat peste zece zile, a fost jucat împotriva Gloriei Arad, pierdut și acesta cu 2-1.
Până în anul 1932 CFR joacă în campionatul Bucureștiului, neizbutind calificarea în turneul final al campionatului. În această perioadă, din conducerea echipei au făcut parte: Teofil Copaci, Grigore Grigoriu, Bozie Codreanu, iar din lotul de jucători: Stănică, Tudor, Molnar, Ștefănescu, Foran, Leoveanu, Constantinescu, Fetzko, Georgescu, Hladt, Geza, Weiss, Albert, Block, Filip, Itu I, Itu II, Pîrvulescu, Cichi, Schileriu, Svetcovschi, Oros, Ujlaki, Pop, Dobrescu I, Kelemen, Vlaiculescu, Ispas, Vintilescu, Petrovici etc.
În sezonul 1932-1933 se înscrie în Divizia A, primul sezon al competiției în sistem divizionar. Începând cu acest an competițional, echipa are ca bază de antrenament și loc de disputare a meciurilor oficiale terenul Giulești. Primul meci al echipei în Divizia A a fost cel cu Ripensia Timișoara, disputat la 11 septembrie 1932 și câștigat cu scorul de 3-2. Primul marcator al CFR-ului de atunci în Divizia A a fost Francisc Boroș. Un alt rezultat important din acest sezon a fost cel din partida cu Șoimii Sibiu, care s-a terminat cu scorul de 9-1.
Locurile ocupate în clasament în cele nouă ediții organizate până în anii celui de-Al Doilea Război Mondial au fost: 2 în seria I (1932-1933), 4 în seria I (1933-1934), 10 (1934-1935), 7 (1935-1936), 2 (1936-1937), 1 în seria I (1937-1938), 6 (1938-1939), 2 (1939-1940), 2 (1940-1941). În această perioadă (1932-1941), din conducerea clubului au făcut parte: V. Blaj, V. Badiu, Costică Bauer, iar ca antrenori au funcționat: Krüger, Huniade, Wana, Konrád, Schaffer și Ștefan Auer. În anul 1936 echipa își schimbă denumirea în Rapid București, fiind luată ca model formația austriacă Rapid Viena. În sezonul competițional 1937-1938 echipa se califică în finala campionatului național, după ce încheie seria pe locul 1. Finala este jucată împotriva Ripensiei Timișoara, pierzând în ambele manșe cu 0-2.
În perioada interbelică, formația feroviară s-a numărat printre echipele de top ale României, câștigând șapte Cupe ale României. Prima a fost adjudecată la 6 iunie 1935, în finala cu Ripensia câștigată cu scorul de 6-5, echipa CFR-ului era formată din: Theimler - Roșculeț, Ujlaki - Vintilă, Wetzer II, Cuedan - Georgescu, Barbu II, Strock, Medve, Attila. Între 1937 și 1942 cucerește de șase ori consecutiv Cupa României, record neatins de altă echipă românească până în prezent.
În 1940 Rapid este prima echipă de fotbal din România care a reușit calificarea în finala unei cupe europene, Cupa Europei Centrale, nedisputată din cauza izbucnirii celui de-Al Doilea Război Mondial. După ce trecuse de Hungária FC MTK în sferturi și de Građanski Zagreb în semifinale, feroviarii aveau să-i întâlnească în finală pe cei de la Ferencváros TC.
Din loturile echipei, între 1932-1942, au făcut parte: Roșculeț, Ujlaki, Vintilă, Wetzer II, Rășinaru, Cuedan, Barbu II, Rădulescu, Bogdan, Auer, Moldoveanu, Baratky, Raffinsky, Lengheriu, I. Costea, Sipoș, Gavrilescu, Sadowski, Silvăț, Ghiurițan, Wetzer III, Florian ș.a.

### Feroviarii, o echipă solidă (1945–1975)
După război, echipa revine în campionatul Campionatul capitalei în ediția 1945-1946, situându-se în final pe locul 4. În anul competițional 1946-1947, primul sezon național oficial după încheierea războiului, echipa (redenumită din nou în CFR) încheie pe locul cinci, la două puncte distanță de locul doi și la 13 față de locul 1. În sezonul următor, 1947-1948, echipa termină pe locul trei, în spatele echipelor CFR Timișoara și ITA Arad, iar în sezonul 1948-1949 termină pe locul doi, la cinci puncte în spatele celor de la IC Oradea. Pe 20 martie 1949, CFR București obține cea mai clară victorie din istoria sa, 12-2 cu CFR Cluj.

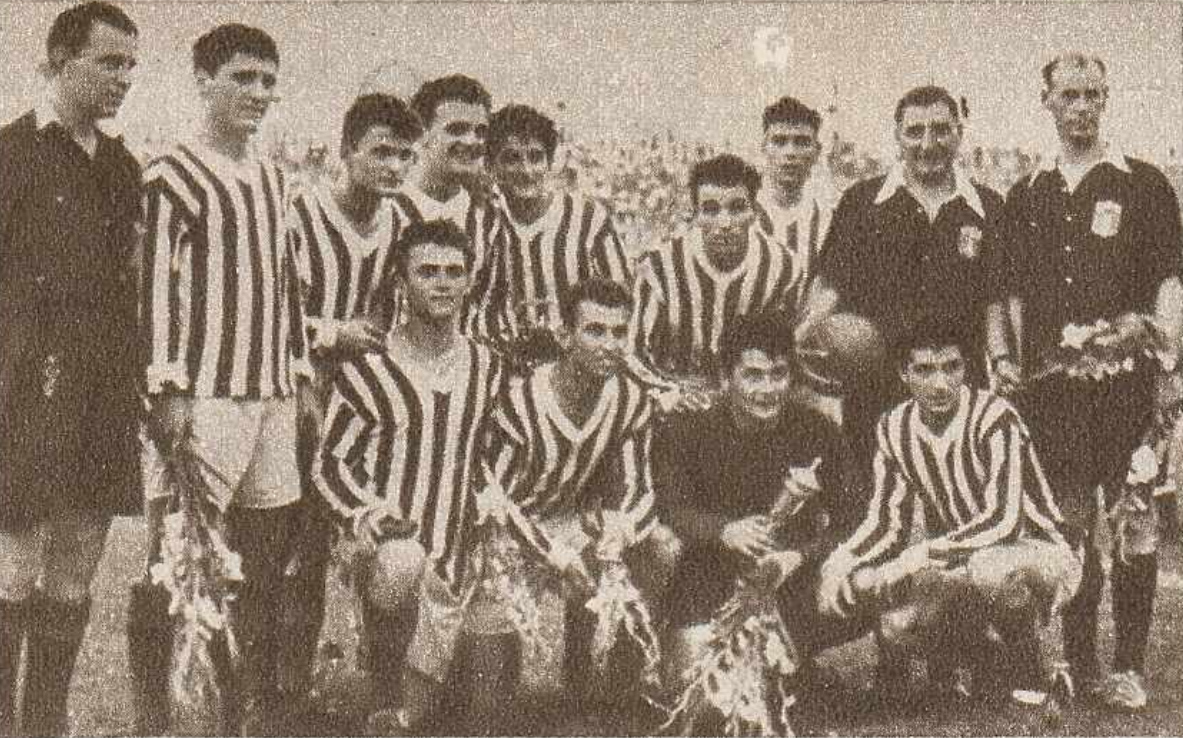
Echipa din 1957

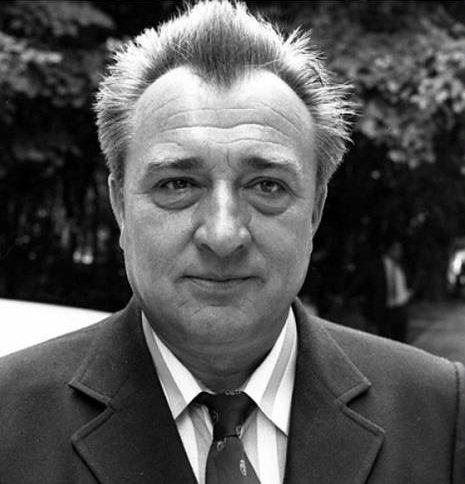
Valentin Stănescu, antrenorul care a câștigat titlul cu Rapid în 1967

În anul competițional 1950, desfășurat după model sovietic (pe sistemul primăvară-toamnă), echipa termină pe locul doi. La începutul acestui sezon echipa devine Locomotiva, după decizia în urma căreia toate echipele feroviare din țară sunt nevoite să-și schimbe denumirea astfel. Prima retrogradare a venit în 1951, când ocupă locul 11, pierzând la golaveraj. Promovează după un an, de pe primul loc, la 10 puncte în spatele celei de-a doua clasate (Locomotiva Iași) și va încheia sezonul 1953 pe locul cinci. În anul 1954 retrogradează pentru a doua oară, ocupând locul 12. Revine din nou, după un singur an, în Divizia A, urmând o perioadă bună pentru echipă. În 1956 ocupă locul patru, la numai 5 puncte de prima poziție.
Din sezonul 1957-1958 se revine la sistemul toamnă-primăvară, iar feroviarii termină pe la mijlocul clasamentului. În 1958 se revine la numele consacrat de Rapid. În anii următori echipa termină pe locurile 4 (1958-1959) și 10 (1959-1960).
În acești ani, în lotul de jucători al echipei s-au numărat: V. Stănescu, Gh. Dungu, Gh. Demeter, D. Macri, V. Mihăilescu, C. Simionescu, N. Cristescu, I. Ruzici, C. Socec, I. Lungu, B. Marian, A. Rădulescu, A. Ferenczi, Șt. Filotti, N. Roman, Em. Avasilchioaie, D. Călin, L. Coman, A. Todor, N. Dodeanu, I. Langa, I. Olaru, S. Zeană, Gh. Milea ș.a.
Perioada anilor '60 a fost una din cele mai bune din istoria fotbalului giuleștean. În 1961 ajunge până în finala Cupei României, unde pierde cu Arieșul Turda, scor 1-2. Sezonul următor, 1961-1962, ajunge din nou în faza finală, pierzând în fața Stelei cu 1-5.

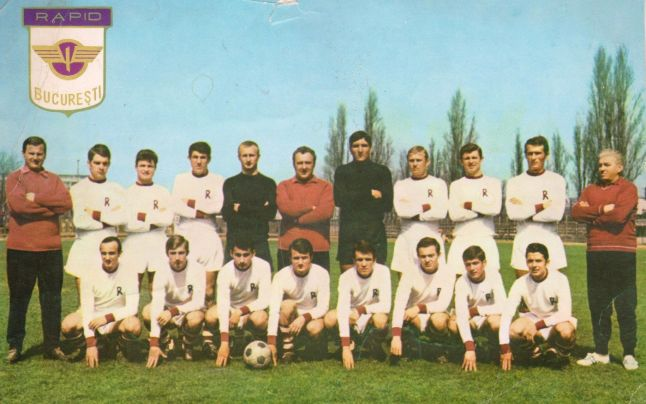
Echipa Rapid București în sezonul 1966–67, în care a câștigat primul titlu național

În marea majoritate a acestor ani, echipa se regăsește în plutonul fruntaș al campionatului, ocupând succesiv locurile: 3 (1960-1961), 5 (1961-1962), 8 (1962-1963), 2 (1963-1964, 1964-1965, 1965-1966), culminând cu sezonul 1967 când Rapid reușește să cucerească primul titlul de campioană a României. Campionatul este câștigat în ultima etapă, la Ploiești, unde trebuia să nu piardă în fața Petrolului.
După acest prim succes, în următoarele patru ediții de campionat echipa ocupă, cu excepția sezonului 1967-1968 (când ajunge și în finala Cupei României pe care o pierde în fața lui Dinamo cu 1-3 în prelungiri), poziții pe podiumul campionatului: locurile 3 (1968-1969), 2 (1969-1970) și din nou 2 (1970-1971), după care începe să alunece spre coada clasamentului: locul 10 (1971-1972) și locul 14 (1972-1973). În sezonul 1971-1972 ajunge în finala Cupei României pe care o câștigă în fața Jiului Petroșani, scor 2-0.
În sezonul 1973-1974 ocupă locul al 16-lea în clasament, retrogradând pentru a treia oară în Divizia B. După obicei, revine în primul eșalon după numai un an (1974-1975), sezon în care ajunge până în faza finală a Cupei României. După ce trece de Dinamo, Jiul, Ceahlăul și Steaua, reușește să învingă și Universitatea Craiova în finală, scor 2-1, aducând în vitrina clubului a noua cupă a României.

### Vremuri tulburi, Perioada ABBA (1975–1990)

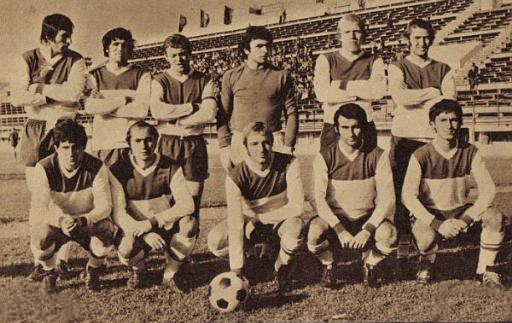
Echipa Rapidului în sezonul 1974–75, în care a promovat în prima ligă și a câștigat și Cupa României

Anii aceștia sunt cei mai negri pentru fotbalul feroviar. După ce revine din Divizia B în 1975, în sezonul 1975-1976 echipa ocupă locul 14 în campionat, iar în sezonul următor locul 16, retrogradând pentru a patra oară în eșalonul secund, unde va rămâne, de această dată, șase sezoane. În acești ani echipa, din postura de divizionară secundă, ocupă următoarele locuri în clasament: 4 (1977-1978), 6 (1978-1979), 2 (1979-1980), 3 (1980-1981), 2 (1981-1982) și locul 1 (1982-1983), ducând în această perioadă o rivalitate crâncenă cu Petrolul Ploiești și Progresul București. Revenirea în prima divizie se datorează antrenorilor Valentin Stănescu (cel care a adus și primul titlu în 1967) și Viorel Kraus și a lotului de jucători format din: Ion Gabriel, Manu, Popescu, Paraschiv, Pîrvu, Șișcă, Tiță, Iancu, Cojocaru, Ion Ion, Manea, Ad. Dumitru, Petruț, Ispas, C. Dumitriu, Avram, Damaschin, Marta, Lazăr, Koti, Săftoiu, A. Mincu, Petre Petre.
În anul competițional 1983-1984 Rapid ocupă locul 13 în Divizia A, iar în anii următori locurile: 11 (1984-1985), 8 (1985-1986), 14 (1986-1987), 13 (1987-1988). În sezonul 1988-1989 retrogradează pentru a cincea oară, ocupând locul al 17-lea. În acest an ajunge până în semifinalele Cupei României, unde o întâlnește pe Steaua, și pierde cu scorul de 2-3 în urma unui gol marcat în minutul 90
Pe 14 august 1985 Rapidul suferă cea mai severă înfrângere din campionat, pe terenul Corvinului, scor 9-0. Pe 3 mai 1989 are loc Rapid-Steaua 2-8, meciul cu cele mai multe goluri primite pe teren propriu de giuleșteni.

### Perioada de glorie (1990–2008)
Rapid reușește cele mai importante performanțe ale sale pe plan intern și internațional. Din 1993, echipa a fost preluată de George Copos. În 1999 și 2003 a câștigat campionatul, iar în 1998, 2002, 2006 și 2007 Cupa României. În 2006, Rapid s-a calificat în Cupa UEFA din postura de câștigătoare a Cupei României, și a reușit totodată calificarea în premieră în grupele acestei competiții, la al doilea sezon de când UEFA a introdus acest format pentru a doua competiție intercluburi ca importanță din Europa. Alb-vișiniii au trecut de grupe, iar în șaisprezecimi au întâlnit echipa germană Hertha Berlin, pe care au eliminat-o după 1-0 la Berlin, pe Olympiastadion și 2-0 pe „Giulești”, astfel rapidiștii ajungând în optimi. În această fază, rapidiștii au dat de o altă echipă din Germania, una din marile favorite la câștigarea Cupei UEFA în acel sezon, Hamburger SV (sau SV Hamburg), de care au trecut după 2-0 pe „Giulești” și 1-3 pe AOL Arena (rapidiștii s-au calificat datorită golului din deplasare), iar în sferturi au întâlnit Steaua, cealaltă echipă românească aflată la cea mai mare performanță în Cupa UEFA din istorie. A fost o luptă dramatică, de unde învingători au ieșit steliștii, după 1-1 în „Giulești” și 0-0 pe Stadionul Național (steliștii s-au calificat datorită golului din deplasare). A fost cea mai mare performanță europeană a echipei alb-vișinii de după cel de-al Doilea Război Mondial.

### Rapidiștii „deraiază” (2008-2016)
După acel sezon, situația financiară a Rapidului s-a complicat, în parte și de condamnarea penală a patronului George Copos în Dosarul Transferurilor și apoi în dosarul „Loteria”. Performanțele au intrat și ele într-un declin, după ce în 2007–2008 terminase pe locul 3, Rapidul terminând campionatul pe locurile 7–8 de trei ori în următorii cinci ani.
La 10 mai 2013, Comisia de Disciplină a Federației Române de Fotbal a hotărât să nu acorde clubului licența pentru Liga 1 pentru sezonul 2013-2014. Pe 6 iulie Comitetul Executiv al FRF a hotărât ca în primul eșalon să participe 18 formații. Mircea Sandu a anunțat că pentru a decide cea de-a optsprezecea echipă se va disputa un baraj între Concordia și Rapid. Acest baraj a avut loc pe 13 iulie, pe Stadionul Dinamo la ora 21.00, și a fost câștigat de Rapid cu 2–1.
Concordia a contestat însă legalitatea acestui baraj, întrucât Rapidul nu avea licență pentru Liga I. După ce deja se disputaseră două etape, la 2 august, Tribunalul de Arbitraj Sportiv (TAS) de la Laussane a hotărât că organizarea barajului a fost neregulamentară, iar Concordia trebuie să rămână în Liga I, iar Rapid să retrogradeze.
La 17 mai 2014, Comisia de Licențiere a Federației Române de Fotbal a decis neacordarea licenței pentru sezonul 2014-2015 al Ligii 1. Clubul Rapid a decis să facă recurs la Tribunalul pentru Arbitraj Sportiv, dar nu își putea permite suma de 30.000 de euro; aceasta a fost strânsă printr-o colectă a fanilor echipei, iar TAS a admis recursul, obligând Federația să acorde Rapidului licența pentru sezonul de Liga I.

### Falimentul și renașterea (2016-prezent)

Diagrama pozițiilor anuale ale Rapidului din 1932 și până în prezent.

În sezonul 2015–2016, Rapid a terminat pe locul întâi în Seria I a Ligii a II-a, dar în condițiile în care clubul nu era redresat financiar, echipa de seniori a rămas cu doar câțiva jucători și fără antrenori. După ce o primă instanță a declarat clubul în faliment, FC Rapid nu a mai putut nici înregistra noi contracte, deci nu a putut alinia o echipă cu care să se înscrie în Liga 1 în sezonul 2016–2017. Aceasta a dus la desființarea clubului. În acea toamnă, fostul director de marketing, Horia Manoliu, a înscris în liga a V-a bucureșteană, AFC Rapid, care a preluat seriile de copii și juniori și a aliniat în acea ligă o echipă bazată pe grupa de juniori născuți în 1998–1999-2000, cu care a câștigat campionatul în sezonul 2016-2017. Horia Manoliu susținea că echipa este continuatoarea fostului FC Rapid și că, prin urmare, contribuie în continuare la palmaresul acesteia.
În sezonul 2017-2018, la inițiativa primăriei Sectorului 1, se înființează asociația sportivă, AS Academia Rapid, care s-a înscris in Liga a IV-a bucureșteană. Condusă de foști jucători ai Rapidului precum: Daniel Niculae (președinte), Daniel Pancu (director tehnic), Nae Stanciu (manager) și Constantin Schumacher (antrenor), Academia Rapid a fost înscrisă în liga a IV-a pe locul echipei Mișcarea CFR, un club-Phoenix fondat de susținătorii echipei. În 2018,  Academia Rapid a obținut dreptul să se numească  FC Rapid după ce a achiziționat la o licitație brandul clubului desființat, marca și culorile, devenind astfel succesoarea de drept a FC Rapid București fondat în 1923. Relansarea echipei pe această cale a fost sprijinită de majoritatea absolută a suporterilor. Din 2017, FC Rapid a promovat consecutiv timp de două sezoane din Liga 4 în Liga 2.
În vara anului 2021, Rapid a promovat în Liga I, după șase ani de la ultima prezență pe prima scenă a fotbalului românesc. Mihai Iosif este antrenorul cu care Rapid a promovat. Daniel Niculae, fostul mare jucător, a revenit în club în postura de președinte.

## Palmares și statistici

### Titluri și trofee
| Competiții naționale | Competiții internaționale |
| Superliga României Campioni (3): 1966-1967, 1998-1999, 2002-2003. Nerecunoscute de FRF (3): 1941-1942, 1943-1944, 1944-1945 Vicecampioni (14): 1936-37, 1937-38, 1939-40, 1940-41, 1948-49, 1950, 1963-64, 1964-65, 1965-66, 1969-70, 1970-71, 1997-98, 1999-2000 și 2005-06 Nerecunoscut de FRF: 1942-1943 Liga a II-a Campioni (6): 1952, 1955, 1974-75, 1982-83, 1989-90, 2015-16 Nerecunoscut de FRF: 1957 Vicecampioni (3) : 1979–80, 1981-82, 2013-14 Liga a III-a Campioni (1): 2018–19 Liga a IV-a – București Campioni (1): 2017–18 (ca Academia Rapid) Liga a V-a – București Campioni (1): 2016–17 (ca Mișcarea Feroviară CFR) Cupa României: Câștigătoare (13): 1934-35, 1936-37, 1937-38, 1938-39, 1939-40, 1940-41, 1941-42, 1971-72, 1974-75, 1997-98, 2001-02, 2005-06 și 2006-07 Finalistă (6): 1960-61, 1961-62, 1967-68, 1994-95, 1998-99, 2011-12 Supercupa României: Câștigătoare (4): 1999, 2002, 2003, 2007 Finalistă (2): 1998, 2006 Cupa Ligii Câștigătoare (1): 1994 | Cupa Europei Centrale Finalistă (1): Ediția a XIV-a, 1940, nedisputată din cauza începerii celui de-al Doilea Război Mondial Cupa Balcanică Câștigători (2): 1963-64, 1965-66 Campionatul European Feroviar Câștigători (1): 1966-68 Finaliști (2): 1959-61, 1969-71 Cupa UEFA * Sfert-Finalistă (1): Cupa UEFA 2005-2006 |

## Rapid în cupele europene
Rapid București a disputat 103 partide în cupele europene, în 4 competiții (sau 5 dacă separăm vechile denumiri ale Cupei UEFA și Ligii Campionilor în competiții distincte) pe parcursul a 23 de sezoane.
| 1938 - Cupa Europei Centrale |     |                     |
| Turul 1                      |     |                     |
| (Ungaria) Újpest FC          | 4-1 | Rapid București     |
| Rapid București              | 4-0 | Újpest FC (Ungaria) |
| Sferturi de finală           |     |                     |
| (Italia) Genoa '93           | 3-0 | Rapid București     |
| Rapid București              | 2-1 | Genoa '93 (Italia)  |

| 1940 - Cupa Europei Centrale |     |                                |
| Sferturi de finală |     |                                |
| (Ungaria) MTK Hungária FC | 1-2 | Rapid București                |
| Rapid București | 3-0 | MTK Hungária FC (Ungaria)      |
| Semifinală |     |                                |
| (Iugoslavia) Gradjanski Zagreb | 0-0 | Rapid București                |
| Rapid București | 0-0 | Gradjanski Zagreb (Iugoslavia) |
| (Iugoslavia) Gradjanski Zagreb | 1-1 | Rapid București                |
| * Neputându-se face departajarea pe teren, s-a procedat la tragerea la sorți, Rapid calificându-se în finala cu Ferencváros FC (nedisputată, însă, din pricina declanșării celui de-Al Doilea Război Mondial). |     |                                |

| 1967-1968 - Cupa Campionilor |     |                          |
| Turul 1                      |     |                          |
| (Bulgaria) Botev Plovdiv     | 2-0 | Rapid București          |
| Rapid București              | 3-0 | Botev Plovdiv (Bulgaria) |
| Optimi de finală             |     |                          |
| (Italia) Juventus Torino     | 1-0 | Rapid București          |
| Rapid București              | 0-0 | Juventus Torino (Italia) |

| 1968-1969 - Cupa Orașelor Târguri (UEFA) |     |                          |
| Turul 1                                  |     |                          |
| Rapid București                          | 3-1 | OFK Belgrad (Iugoslavia) |
| (Iugoslavia) OFK Belgrad                 | 6-1 | Rapid București          |

| 1969-1970 - Cupa Orașelor Târguri (UEFA) |     |                              |
| Turul 1                                  |     |                              |
| (Portugalia) Vitória Setúbal             | 3-1 | Rapid București              |
| Rapid București                          | 1-4 | Vitória Setúbal (Portugalia) |

| 1971-1972 - Cupa UEFA      |     |                            |
| Turul 1                    |     |                            |
| (Italia) Napoli            | 1-0 | Rapid București            |
| Rapid București            | 2-0 | Napoli (Italia)            |
| Șaisprezecimi de finală    |     |                            |
| Rapid București            | 4-0 | Legia Varșovia (Polonia)   |
| (Polonia) Legia Varșovia   | 2-0 | Rapid București            |
| Optimi de finală           |     |                            |
| (Anglia) Tottenham Hotspur | 3-0 | Rapid București            |
| Rapid București            | 0-2 | Tottenham Hotspur (Anglia) |

| 1972-1973 - Cupa Cupelor |     |                          |
| Șaisprezecimi de finală  |     |                          |
| Rapid București          | 3-0 | Landskrona BoIS (Suedia) |
| (Suedia) Landskrona BoIS | 1-0 | Rapid București          |
| Optimi de finală         |     |                          |
| (Austria) Rapid Viena    | 1-1 | Rapid București          |
| Rapid București          | 3-1 | Rapid Viena (Austria)    |
| Sferturi de finală       |     |                          |
| (Anglia) Leeds United    | 5-0 | Rapid București          |
| Rapid București          | 1-3 | Leeds United (Anglia)    |

| 1975-1976 - Cupa Cupelor |     |                     |
| Șaisprezecimi de finală  |     |                     |
| Rapid București          | 1-0 | Anderlecht (Belgia) |
| (Belgia) Anderlecht      | 2-0 | Rapid București     |

| 1993-1994 - Cupa UEFA   |     |                         |
| Turul 1                 |     |                         |
| (Italia) Internazionale | 3-1 | Rapid București         |
| Rapid București         | 0-2 | Internazionale (Italia) |

| 1994-1995 - Cupa UEFA          |     |                                |
| Turul preliminar               |     |                                |
| (Malta) FC Valletta            | 2-6 | Rapid București                |
| Rapid București                | 1-1 | FC Valletta (Malta)            |
| Turul 1                        |     |                                |
| Rapid București                | 2-0 | Charleroi (Belgia)             |
| (Belgia) Charleroi             | 2-1 | Rapid București                |
| Șaisprezecimi de finală        |     |                                |
| Rapid București                | 2-1 | Eintracht Frankfurt (Germania) |
| (Germania) Eintracht Frankfurt | 5-0 | Rapid București                |

| 1996-1997 - Cupa UEFA      |     |                            |
| Turul 2 preliminar         |     |                            |
| Rapid București            | 1-0 | Lokomotiv Sofia (Bulgaria) |
| (Bulgaria) Lokomotiv Sofia | 0-1 | Rapid București            |
| Turul 1                    |     |                            |
| Rapid București            | 1-0 | Karlsruher (Germania)      |
| (Germania) Karlsruher      | 4-1 | Rapid București            |

| 1998-1999 - Cupa Cupelor |     |                          |
| Turul preliminar         |     |                          |
| (Luxemburg) Grevenmacher | 2-6 | Rapid București          |
| Rapid București          | 2-0 | Grevenmacher (Luxemburg) |
| Șaisprezecimi de finală  |     |                          |
| Rapid București          | 2-2 | Valerenga (Norvegia)     |
| (Norvegia) Valerenga     | 0-0 | Rapid București          |

| 1999-2000 - Liga Campionilor |     |                       |
| Turul 2 preliminar           |     |                       |
| Rapid București              | 3-3 | Skonto Riga (Letonia) |
| (Letonia) Skonto Riga        | 2-1 | Rapid București       |

| 2000-2001 - Cupa UEFA   |     |                         |
| Turul preliminar        |     |                         |
| Rapid București         | 3-0 | Mika Ashtarak (Armenia) |
| (Armenia) Mika Ashtarak | 1-0 | Rapid București         |
| Turul 1                 |     |                         |
| Rapid București         | 0-1 | Liverpool (Anglia)      |
| (Anglia) Liverpool      | 0-0 | Rapid București         |

| 2001-2002 - Cupa UEFA                                                                                            |     |                                |
| Turul preliminar                                                                                                 |     |                                |
| (Lituania) Atlantas Klaipeda                                                                                     | 0-4 | Rapid București                |
| Rapid București                                                                                                  | 8-0 | Atlantas Klaipeda (Lituania)   |
| Turul 1 |     |                                |
| (Franța) Paris Saint-Germain                                                                                     | 0-0 | Rapid București                |
| Rapid București                                                                                                  | 0-3 | Paris Saint-Germain (Franța) * |
| * La masa verde. Meci întrerupt în min. 118 datorită problemelor cu nocturna, la scorul de 0-1 (0-0 d. 90 min.). |     |                                |

| 2002-2003 - Cupa UEFA          |     |                                |
| Turul preliminar               |     |                                |
| Rapid București                | 2-0 | Nova Gorica (Slovenia)         |
| (Slovenia) Nova Gorica         | 1-3 | Rapid București                |
| Turul 1                        |     |                                |
| (Țările de Jos) Vitesse Arnhem | 1-1 | Rapid București                |
| Rapid București                | 0-1 | Vitesse Arnhem (Țările de Jos) |

| 2003-2004 - Liga Campionilor |     |                     |
| Turul 2 preliminar           |     |                     |
| Rapid București              | 0-0 | Anderlecht (Belgia) |
| (Belgia) Anderlecht          | 3-2 | Rapid București     |

| 2005-2006 - Cupa UEFA      |     |                            |
| Turul 1 preliminar         |     |                            |
| (Andorra) Sant Julià       | 0-5 | Rapid București            |
| Rapid București            | 5-0 | Sant Julià (Andorra)       |
| Turul 2 preliminar         |     |                            |
| Rapid București            | 3-0 | Vardar Skopje (Macedonia)  |
| (Macedonia) Vardar Skopje  | 1-1 | Rapid București            |
| Turul 1                    |     |                            |
| (Țările de Jos) Feyenoord  | 1-1 | Rapid București            |
| Rapid București            | 1-0 | Feyenoord (Țările de Jos)  |
| Faza grupelor              |     |                            |
| Rapid București            | 2-0 | Rennes (Franța)            |
| (Ucraina) Șahtior Donețk   | 0-1 | Rapid București            |
| Rapid București            | 1-0 | PAOK Salonic (Grecia)      |
| (Germania) VfB Stuttgart   | 2-1 | Rapid București            |
| Șaisprezecimi de finală    |     |                            |
| (Germania) Hertha Berlin   | 0-1 | Rapid București            |
| Rapid București            | 2-0 | Hertha Berlin (Germania)   |
| Optimi de finală           |     |                            |
| Rapid București            | 2-0 | Hamburger SV (Germania)    |
| (Germania) Hamburger SV    | 3-1 | Rapid București            |
| Sferturi de finală         |     |                            |
| Rapid București            | 1-1 | Steaua București (România) |
| (România) Steaua București | 0-0 | Rapid București            |

| 2006-2007 - Cupa UEFA         |                |                                  |
| Turul 1 preliminar            |                |                                  |
| Rapid București               | 5-0            | Sliema Wanderers (Malta)         |
| (Malta) Sliema Wanderers      | 0-1            | Rapid București                  |
| Turul 2 preliminar            |                |                                  |
| (Bosnia) FK Sarajevo          | 1-0            | Rapid București                  |
| Rapid București               | 2-0            | FK Sarajevo (Bosnia)             |
| Turul 1                       |                |                                  |
| Rapid București               | 1-0            | Nacional Madeira (Portugalia)    |
| (Portugalia) Nacional Madeira | 1-2 (d. prel.) | Rapid București (1-0 d. 90 min.) |
| Faza grupelor                 |                |                                  |
| Rapid București               | 0-0            | Paris Saint-Germain (Franța)     |
| (Israel) Hapoel Tel-Aviv      | 2-2            | Rapid București                  |
| Rapid București               | 1-1            | Mlada Boleslav (Cehia)           |
| (Grecia) Panathinaikos        | 0-0            | Rapid București                  |

| 2007-2008 - Cupa UEFA  |     |                        |
| Turul 1                |     |                        |
| (Germania) FC Nürnberg | 0-0 | Rapid București        |
| Rapid București        | 2-2 | FC Nürnberg (Germania) |

| 2008-2009 - Cupa UEFA    |     |                          |
| Turul 1                  |     |                          |
| (Germania) VfL Wolfsburg | 1-0 | Rapid București          |
| Rapid București          | 1-1 | VfL Wolfsburg (Germania) |

| 2011-2012 - UEFA Europa League |     |                               |
| Play-off                       |     |                               |
| (Polonia) Śląsk Wrocław        | 1-3 | Rapid București               |
| Rapid București                | 1-1 | Śląsk Wrocław (Polonia)       |
| Faza grupelor                  |     |                               |
| (Israel) Hapoel Tel Aviv       | 0-1 | Rapid București               |
| Rapid București                | 1-3 | PSV Eindhoven (Țările de Jos) |
| Rapid București                | 0-1 | Legia Varșovia (Polonia)      |
| (Polonia) Legia Varșovia       | 3-1 | Rapid București               |
| Rapid București                | 1-3 | Hapoel Tel Aviv (Israel)      |
| (Țările de Jos) PSV Eindhoven  | 2-1 | Rapid București               |

| 2012-2013 - UEFA Europa League |     |                 |
| Turul 2 preliminar             |     |                 |
| Rapid București                | 3-1 | MYPA            |
| MYPA                           | 0-2 | Rapid București |
| Turul 3 preliminar             |     |                 |
| Heerenveen                     | 4-0 | Rapid București |
| Rapid București                | 1-0 | Heerenveen      |

### Bilanț general
| Competiție                                    | Ap | M   | V  | E  | Î  | GM  | GP  |
| --------------------------------------------- | -- | --- | -- | -- | -- | --- | --- |
| Liga Campionilor UEFA                         | 3  | 8   | 1  | 3  | 4  | 9   | 11  |
| Cupa Orașelor Târguri/Cupa UEFA/Europa League | 15 | 74  | 32 | 16 | 26 | 105 | 85  |
| Cupa Cupelor UEFA                             | 3  | 12  | 5  | 3  | 4  | 19  | 17  |
| Cupa Europei Centrale                         | 2  | 9   | 4  | 3  | 2  | 13  | 11  |
| Total                                         | 23 | 103 | 42 | 25 | 36 | 146 | 124 |

## Simboluri

### Culori
Culorile oficiale a clubului din capitala României sunt alb si vișiniu. Acestea se regăsesc pe stema și pe echipamentele utilizate de-a lungul istoriei sale longevive. Aceste au fost alese de Teofil Copaci, Grigore Grigoriu, Dumitru Constantinescu, Géza Ginzer, Tudor Petre, Franz Hladt care au înființat clubul. Primele echipamente au fost confecționate din pânză vișinie în casa lui Grigore Grigoriu, iar ghetele cu crampoane recondiționate din bocancii uzați de la Ateliere.

### Stema
Stema clubului Rapid a fost de obicei compusă din simbolul CFR-ist. Într-o scurtă perioadă după începerea sistemului comunist în România, Rapidul a fost obligat de către autoritățile comuniste să revină la denumirea CFR București. În 1950, avea să devină Locomotiva București, având ca simbol o locomotivă cu abur roșie. Din 1958, clubul s-a redenumit Rapid București, adoptând sigla care s-a modificat relativ nesemnificativ până la cumpărarea clubului de către George Copos, care a schimbat stema odată cu venirea sa. În 2001, stema actuală a Rapidului a fost alesă. S-a aflat că sursa de inspirație este, se pare, un club emblematic al Europei, anume Benfica Lisabona, cel mai titrat club din Portugalia, pe al cărei emblemă apare o legendară acvilă.

Logo vechi
Logo vechi
Logo vechi
Logo vechi
Logo vechi
Logo vechi
Logo actual

### Imn
Imnul Rapidului, cunoscut și ca „Suntem peste tot acasă”, a fost compus de Victor Socaciu pe versurile lui Adrian Păunescu. Acest imn s-a născut în iunie 1980, la redacția Flacăra, Adrian Păunescu întâlnindu-se cu Victor Socaciu, Ovidiu Ioanițoaia, gazetar sportiv la revista Flacăra, și cu Victor Niță, tot de la Revista Flacăra. Ideile pentru imn i-au venit repede maestrului Adrian Păunescu și începuse să compună pe loc, iar în același timp, Ovidiu Ioanițoaia scria pe un șervețel versurile dictate.

## Stadion

#### Stadionul Giulești-Valentin Stănescu

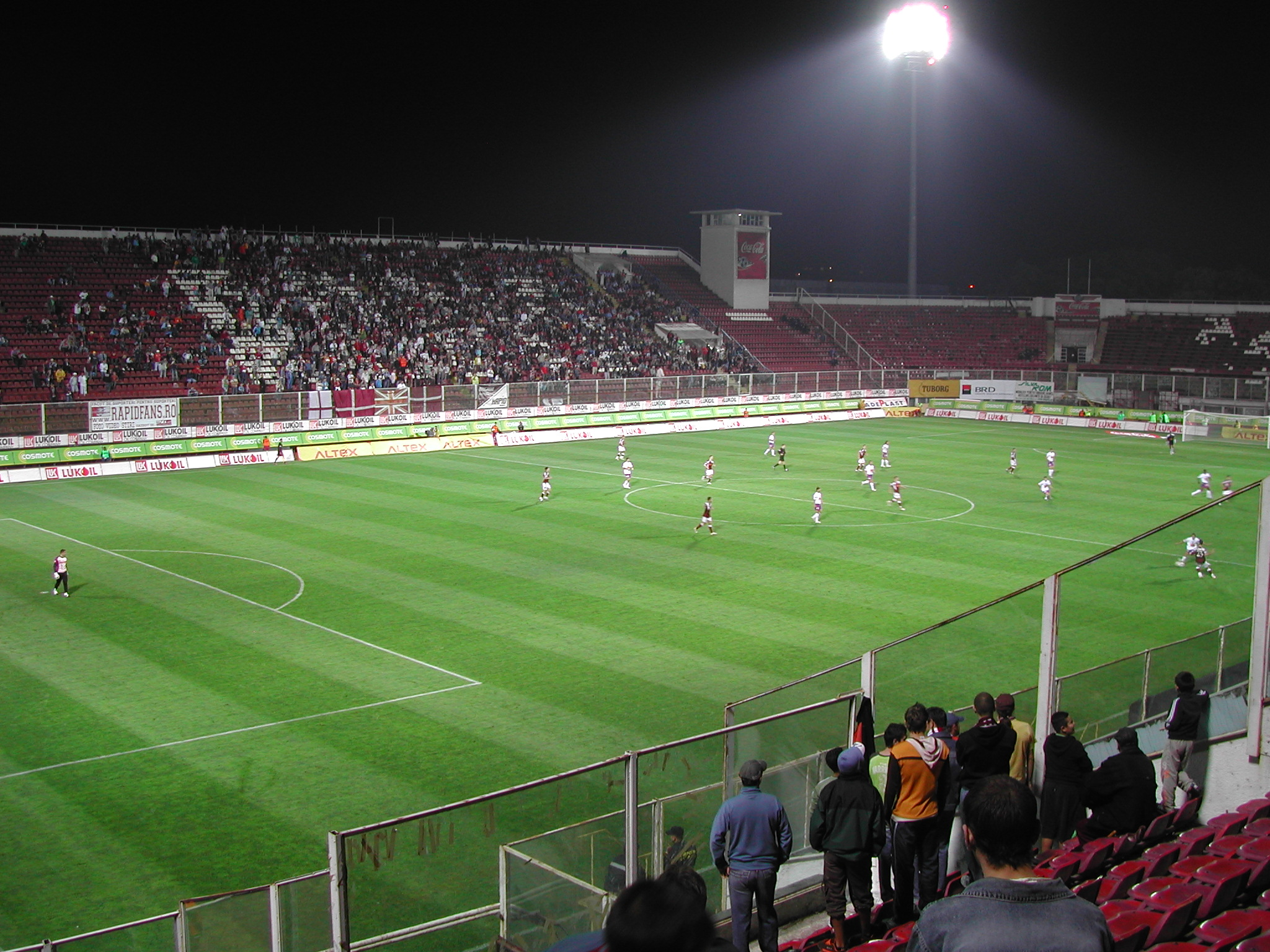
Stadionul Giulești

Lucrările de construcție au început în 1936 începeau lucrările pentru ridicarea stadionului de lângă Grant. Doi ani mai târziu este încheiată construcția, dând echipei Rapid o copie mai mică a "Potcoavei" din Londra a echipei Arsenal. Oficial, stadionul a fost inaugurat pe 10 iunie 1939, cu ocazia împlinirii a 70 de ani de la punerea în circulație a primului tren în România în prezența Regelui Carol al II-lea și a Marelui Voievod Mihai de Alba Iulia. În acel moment, Rapidul dispunea de una din cele mai mari și moderne arene din țară, neavând totuși capacitatea ANEF-ului sau gazon de iarbă și instalație de nocturnă ca Venus. Printre invitații la ceremonia de deschidere s-au numărat Regele Carol al II-lea al României, Principele Mihai al României și Principele Paul al Greciei. S-a remarcat pentru arhitectura sa Art Deco și a devenit rapid un simbol al cartierului muncitoresc Giulești. A scăpat de încercările de sistematizare din 1975 până în 1990. Construcția tribunei de nord a fost încheiată la mijlocul anilor 1990, iar capacitatea a fost mărită la 19.100 de locuri. Terenul a fost schimbat în 2003 și era considerat a fi cel mai bun din România la acea vreme. Proiectorul a fost instalat în vara anului 2000. Stadionul a primit numele de „Valentin Stănescu” în 2001, în numele antrenorului care a câștigat cel de-al doilea campionat pentru Rapid, dar este încă cunoscut sub numele de „Stadionul Giulești”, după numele cartierului în care se află. Repere în apropierea stadionului sunt Podul Grant, Teatrul Giulești, Gara de Nord  și șantierele de cale ferată Grivița. Prin construcția, după revoluție, a celei de-a doua peluze, „Potcoava” a fost închisă, iar capacitatea stadionului s-a ridicat la 19.100 de locuri. Modernizările au continuat în 2003, an în care gazonul a fost schimbat complet. În prezent peluza veche este închisă, în urma unor decizii la nivelul conducerii din „perioada Copos”.

#### Superbet Arena-Giulești

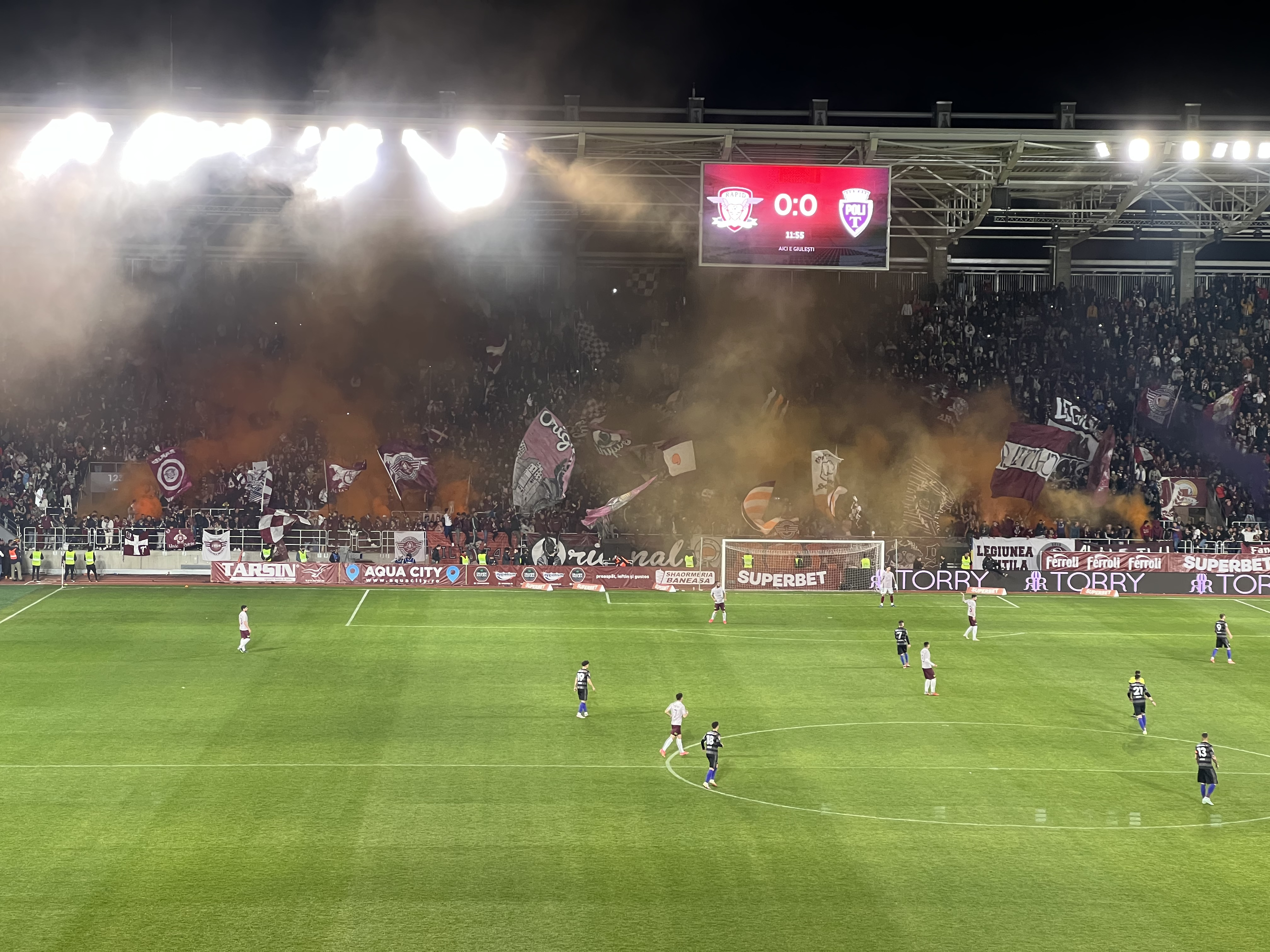
Superbet Arena-Giulești la meciul de inaugurare

Noul stadion Rapid-Giulești a fost inaugurat pe 26 martie 2022. A costat 67 de milioane de euro și are capacitatea de 14.050 de locuri.

## Suporteri

### Istorie

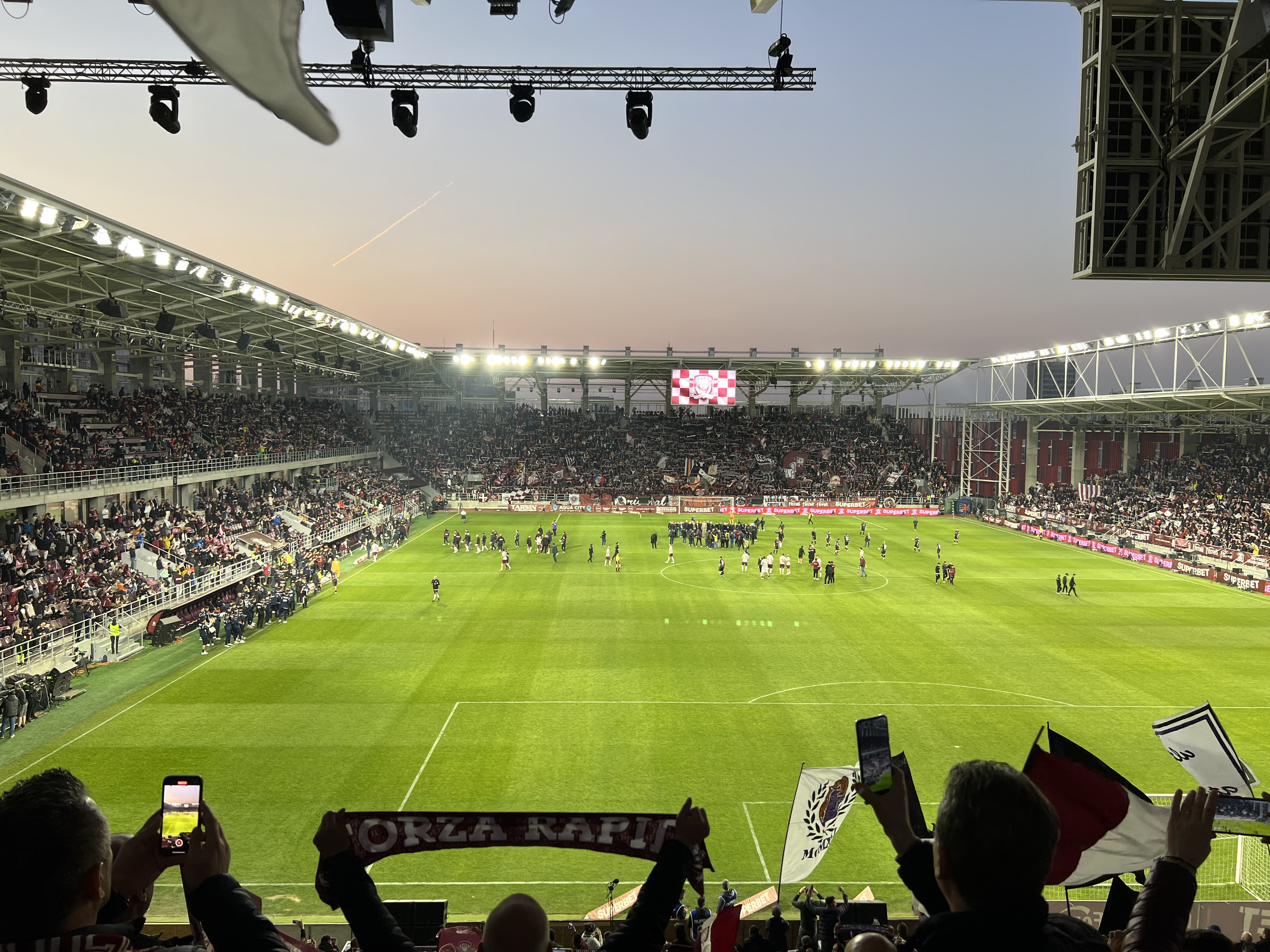
Suporterii Rapidului la meciul de inaugurare a noului stadion

Rapid București este, potrivit unui sondaj din 2013, al treilea cel mai susținut club din România. O organizație unică în țară este „Clubul Aristocratic al Rapidului”, care a fost înființat în anul 2000. Printre membrii acestuia se numără artiști cunoscuți, care își propun să apere istoria Rapidului și să-i mențină tradițiile. În 1967, actorul Mihai Ioan a organizat și învățat suporterii să cânte cântece, devenind astfel primul lider al galeriei din istoria clubului. Până în 2002, Rapid București a avut un șef de galerie care a rezistat în fruntea tifosilor timp de 32 de ani, Constantin Mincea, Geamgiul. Acesta este recunoscut pentru scandările împortiva partidului comunist.
În prezent, ultrașii Rapidului sunt reprezentați de Peluza Nord și, de asemenea, anterior, de Tribuna II (T2 Rapid). Fanii rapidiști au fost primii din România care au susținut mișcarea ultrașilor în anii 1980, dar primele grupuri ultras au fost înființate în 1998, denumite Official Hooligans, Bombardierii și Ultras Unione.
Ulterior, au apărut și alții precum: Torcida Visinie, Maniacs, Brigada 921, Grant Ultras 06, Radicals, Chicos del Infierno (CDI), Gruppo Alcoolica’99, Ultra' Stil, Legiunea Chitila, Poarta Diavolului, Fetele Granata, SVRB Colletivo, RHV, Original, Capitali sau Legione Titan. În 2007, gruparea ultrașilor, Pirații, s-a mutat în tribuna secundă a stadionului, în urma unor divergențe cu liderul Peluzei Nord. Au fost urmați de alte brigăzi din Peluza Nord. T2 Rapid nu are lider, distingându-se de cealaltă grupă. De-a lungul timpului au existat multe conflicte între cele două facțiuni, iar drept urmare, membrii grupărilor Tribuna II au plecat definitiv, înființând o nouă echipă, ACS Rapid-Frumosii Nebuni ai Giuleștiului. Din 1980, suporterii Rapidului îi consideră aliați pe suporterii Politehnicii Timișoara, suporterii ambelor echipe având ocazia să se susțină unii pe ceilalți în timpul meciurilor.

### Rivalități
Cele mai importante rivalități ale clubului sunt împotriva vecinilor FCSB și Dinamo București. Meciul cu FCSB este denumit Derby-ul Bucureștiului, cele două echipe întâlnindu-se de peste 130 de ori, începând cu victoria Rapidului cu 1-0 pe 4 noiembrie 1947. Mai multe meciuri de-a lungul anilor dintre Steaua și Rapid s-au încheiat în ciocniri serioase între suporteri. Cele două echipe se remarcă prin dominația lor în fotbalul românesc, alături de Dinamo, ele având în total mai multe trofee interne decât toate celelalte cluburi din România adunate la un loc, 111 la 101. Rivalitatea dintre cele trei se extinde și la alte sporturi.
Un alt mare rival al Rapidului este Petrolul Ploiești, care a avut sediul anterior în Capitală și cu care contestă Primus Derby, cel mai vechi derby de fotbal din România. Primul episod al rivalității Petrolul–Rapid a fost in sezonul 1965-1966, Petrolul și Rapid s-au luptat pentru titlul de campioană a României, iar câștig de cauză au avut prahovenii. Echipa antrenată pe atunci de Constantin Cernăianu s-a impus în fața rivalei și a obținut ultimul titlu în campionat din istoria clubului.
În trecut, Rapid a avut și alți rivali bucureșteni precum Progresul București sau Venus București, dar și derby-uri împotriva unor echipe ale Căilor Ferate Române precum CFR Cluj sau CFR Timișoara. Alte rivalități ale rapidiștilor sunt cu Universitatea Cluj, Universitatea Craiova și UTA Arad.
În ultima perioadă, s-a intensificat puternic rivalitatea cu Farul Constanța, una dintre cauze fiind înfrățirea suporterilor fariști cu cei steliști, dar și lupta dintre cele două echipe în partea de sus a clasamentului primei divizii. Cele două echipe s-au mai întâlnit și în ligile inferioare, unde au disputat meciuri spectaculoase având în vedere nivelul competiției, și în special la nivelul tribunelor.

## Lotul actual
La 20 august 2025.
| Nr. |                  | Poziție | Jucător               |
| --- | ---------------- | ------- | --------------------- |
|     | România          | M       | Constantin Grameni    |
|     | Coasta de Fildeș | M       | Kader Keïta           |
|     | România          | F       | Cristian Ignat        |
|     | România          | F       | Sebastian Borza⁠(d)    |
|     | România          | M       | Cătălin Vulturar⁠(d)   |
|     | Nigeria          | M       | Peter Ademo⁠(d)        |
|     | România          | M       | Omar El Sawy⁠(d)       |
|     | România          | P       | Dinu Moldovan⁠(d)      |
|     | România          | F       | Cristian Manea        |
|     | Slovacia         | M       | Jakub Hromada⁠(d)      |
|     | Germania         | F       | Christopher Braun     |
|     | Slovacia         | M       | Filip Blažek⁠(d)       |
|     | Norvegia         | M       | Tobias Christensen⁠(d) |

| Nr. |                       | Poziție | Jucător              |
| --- | --------------------- | ------- | -------------------- |
|     | Capul Verde           | M       | Diogo Mendes⁠(d)      |
|     | România               | M       | Alex Dobre           |
|     | România               | F       | Alexandru Pașcanu    |
|     | România               | M       | Claudiu Micovschi⁠(d) |
|     | Serbia                | M       | Luka Gojković⁠(d)     |
|     | Bosnia și Herțegovina | A       | Elvir Koljić         |
|     | Belgia                | M       | Xian Emmers⁠(d)       |
|     | Țările de Jos         | F       | Lars Kramer⁠(d)       |
|     | România               | F       | Denis Ciobotariu     |
| 10  | România               |         | Claudiu Petrila      |
|     | România               | P       | Mihai Aioani         |
|     | România               | A       | Răzvan Onea⁠(d)       |
|     | Serbia                | A       | Borisav Burmaz⁠(d)    |

### Jucători împrumutați
| Nr. |          | Poziție | Jucător                           |
| --- | -------- | ------- | --------------------------------- |
|     | Slovacia |         | Timotej Jambor⁠(d) (la MŠK Žilina) |
|     | România  |         | Alex Stan⁠(d) (la Oțelul Galați)   |

| Nr. |         | Poziție | Jucător                             |
| --- | ------- | ------- | ----------------------------------- |
|     | România |         | Codruț Sandu⁠(d) (la FCU Craiova)    |
|     | Elveția |         | Benjamin Siegrist⁠(d) (la Genoa CFC) |

## Oficialii clubului
| Rol                                 | Nume                                  |
| ----------------------------------- | ------------------------------------- |
| Proprietari                         | Victor Angelescu (30%) Dan Șucu (70%) |
| Președinte                          | vacant                                |
| Manager al Centrului de performanță | Vasile Maftei                         |
| Manager De Echipă                   | Florentin Ion                         |
| Delegat                             | Ionuț Voicu                           |
| Ofițer De Presă                     | Lucian Ionescu                        |
| Director De Securitate              | Adrian Olariu                         |
| Director De Marketing               | Daniel Carciug                        |
| Director Social Media               | Alex Paraschiv                        |
| Contabil                            | Elena Radu                            |

| Rol                 | Nume                                           |
| ------------------- | ---------------------------------------------- |
| Antrenor principal  | Marius Șumudică                                |
| Antrenor secund     | Cristian Petre Gabriel Mărgărit Sener Gencturk |
| Antrenor de portari | Dumitru Hotoboc                                |
| Preparator fizic    | Ciprian Moscu Roberto Berruero                 |
| Kinetoterapeuți     | Dan Borcea Marius Dogaru                       |
| Maseur              | Cornel Mateiași                                |
| Magazioner          | Mihai Zavalaș                                  |

## Traiectoria competițională
- 1923-24: locul
- 1924-25: locul
- 1925-26: locul
- 1926-27: locul
- 1927-28: locul
- 1928-29: locul
- 1929-30: locul
- 1930-31: locul
- 1931-32: locul
- 1932-33: locul 2 Divizia A, Seria I;
- 1933-34: locul 4 Divizia A, Seria I;
- 1934-35: locul 10;
- 1935-36: locul 7;
- 1936-37: Vicecampioană a României;
- 1937-38: Vicecampioană a României;
- 1938-39: locul 5;
- 1939-40: Vicecampioană a României;
- 1940-41: Vicecampioană a României;
- 1941-42: Câștigătoare a unui campionat de război numit „Cupa Basarabiei”, nerecunoscut de FRF
- 1942-43: Vicecampioană a României[44][45]
- 1943-44: locul 1[46][47]
- 1945-46: locul 3 în Campionatul capitalei
- 1946-47: locul 5;
- 1947-48: locul 3;
- 1948-49: Vicecampioană a României;
- 1950: Vicecampioană a României;
- 1951: locul 11;
- 1952: locul 1 Seria I în Divizia B;
- 1953: locul 5;
- 1954: locul 12;
- 1955: locul 1 Seria I în Divizia B;
- 1956: locul 5
- 1957-58: locul 8
- 1958-59: locul 4;
- 1959-60: locul 10;
- 1960-61: locul 3;
- 1961-62: locul 5;
- 1962-63: locul 8;
- 1963-64: Vicecampioană a României;
- 1964-65: Vicecampioană a României;
- 1965-66: Vicecampioană a României;
- 1966-67: Campioană a României;
- 1967-68: locul 9;
- 1968-69: locul 3;
- 1969-70: Vicecampioană a României;
- 1970-71: Vicecampioană a României;
- 1971-72: locul 10;
- 1972-73: locul 13;
- 1973-74: locul 16;
- 1974-75: locul 1 Seria II în Divizia B;
- 1975-76: locul 14;
- 1976-77: locul 16;
- 1977-78: locul 4 Seria II în Divizia B;
- 1978-79: locul 6 Seria II în Divizia B;
- 1979-80: locul 2 Seria II în Divizia B;
- 1980-81: locul 3 Seria II în Divizia B;
- 1981-82: locul 2 Seria II în Divizia B;
- 1982-83: locul 1 Seria II în Divizia B;
- 1983-84: locul 13;
- 1984-85: locul 11;
- 1985-86: locul 8;
- 1986-87: locul 14;
- 1987-88: locul 13;
- 1988-89: locul 17;
- 1989-90: locul 1 Seria II în Divizia B;
- 1990-91: locul 11;
- 1991-92: locul 7;
- 1992-93: locul 4;
- 1993-94: locul 4;
- 1994-95: locul 4;
- 1995-96: locul 3;
- 1996-97: locul 8;
- 1997-98: Vicecampioană a României;
- 1998-99: Campioană a României;
- 1999-2000: Vicecampioană a României; Supercupa României
- 2000-01: locul 4;
- 2001-02: locul 3; Supercupa României
- 2002-03: Campioană a României;
- 2003-04: locul 3 ; Supercupa României
- 2004-05: locul 3;
- 2005-06: Vicecampioană a României;
- 2006-07: locul 4; Supercupa României
- 2007-08: locul 3 Liga I;
- 2008-09: locul 8 Liga I;
- 2009-10: locul 7 Liga I;
- 2010-11: locul 4 Liga I;
- 2011-12: locul 4 Liga I;
- 2012-13: locul 8 Liga I;
- 2013-14: locul 2 Liga II;
- 2014-15: locul 16 Liga I;
- 2015-16: locul 1 Liga II;
- 2017-18: locul 1 în Liga IV
- 2018-19: locul 1 în Liga III
- 2019-20: locul 6 în Liga II
- 2020-21: locul 2 în Liga II
- 2021-22: locul 9 în Liga I
- 2022-23: locul 5 în Liga I
- 2023-24: locul 6 în Liga I

## Jucători notabili
| Debut     | Portari                  | Fundași                       | Mijlocași                    | Atacanți                     |
| Anii '20  | Stănică (1923)           | Ladislau Ujlaki (1928)        | Grigore Grigoriu (1923)      | Francisc Boroș (1928)        |
| Anii '30  | Francisc Theimler (1932) | Vasile Chiroiu (1931)         | Vintilă Cossini (1932)       | István Attila (1932)         |
|           | Jean Lăpușneanu (1935)   | Ștefan Wetzer II (1931)       | Alexandru Cuedan (1933)      | Ștefan Barbu II (1933)       |
|           | Petrică Rădulescu (1936) | Nicolae Roșculeț (1932)       | Gheorghe Rășinaru (1935)     | Ioachim Moldoveanu (1935)    |
|           | Ioan Negru (1937)        | Iosif Slivăț (1937)           | Ion Costea (1935)            | Ștefan Auer (1936)           |
|           |                          | Zoltan Marton (1937)          | Ladislau Raffinsky (1935)    | Ionică Bogdan (1936)         |
|           |                          | Iosif Lengheriu (1936)        | Ioan Wetzer (1939)           | Iuliu Baratky (1937)         |
|           |                          |                               |                              | Wilim Sipoș (1939)           |
|           |                          |                               |                              | Radu Florian (1939)          |
| Anii '40  | Robert Sadowski (1940)   | Remus Ghiurițan (1941)        | Marian Bărbulescu (1941)     | Ștefan Filote (1942)         |
|           | Valentin Stănescu (1946) | Ștefan Asbiceanu (1942)       | Ion Urecheatu (1943)         | Ion Lungu (1944)             |
|           | Justin Apostol (1947)    | Alexandru Apolzan (1946)      | Ion Mihăilescu (1945)        | Bazil Marian (1946)          |
|           |                          | Nicolae Cristescu (1949)      | Constantin Socec (1946)      | Andrei Rădulescu (1948)      |
| Anii '50  | Gheorghe Dungu (1950)    | Gheorghe Demeter (1950)       | Ion Langa (1955)             | Vasile Copil (1956)          |
|           | Augustin Todor (1958)    | Dumitru Macri (1950)          | Anton Ferenczi (1952)        | Titus Ozon (1959)            |
|           |                          | Ilie Greavu (1957)            | Nicolae Georgescu (1957)     |                              |
| Anii '60  | Rică Răducanu (1965)     | Ion Motroc (1960)             | Constantin Dinu (1961)       | Ion Ionescu (1960)           |
|           | Marin Andrei (1963)      | Dan Coe (1962)                | Constantin Jamaischi (1963)  | Teofil Codreanu (1961)       |
|           |                          | Nicolae Lupescu (1963)        | Ion Dumitru (1967)           | Viorel Kraus (1961)          |
|           |                          | Ion Pop (1967)                | Iordan Anghelescu (1968)     | Constantin Năsturescu (1962) |
|           |                          |                               | Marin Stelian (1969)         | Emil Dumitriu II (1963)      |
|           |                          |                               |                              | Ion Oblemenco (1963)         |
|           |                          |                               |                              | Alexandru Neagu (1965)       |
| Anii '70  | Marian Ioniță (1973)     | Alexandru Boc (1971)          | Marin Savu (1972)            | Nicolae Manea (1972)         |
|           | Ion Manu (1976)          | Florin Marin (1972)           | Marinel Râșniță (1973)       | Liviu Bartales (1973)        |
|           |                          | Bratu Pârvu (1976)            | Ion Ion (1979)               | Florin Cojocaru (1977)       |
| Anii '80  | Leontin Toader (1984)    | Gheorghe Cârstea (1984)       | Ștefan Popa (1980)           | Fănel Țâră (1984)            |
|           | Ovidiu Barbă (1988)      | Ioan Bacoș (1984)             | Marian Rada (1983)           | Iosif Damaschin II (1984)    |
|           |                          | Adrian Matei (1987)           | Ioan Goanță (1984)           | Gabriel Ciolponea (1988)     |
|           |                          | Georgică Vămescu (1987)       | Florin Drăghici (1986)       | Ionel Augustin (1988)        |
|           |                          | Alexandru Aprodu (1988)       | Lucian Ilie (1987)           |                              |
|           |                          | Nicolae Stanciu (1989)        | Laurențiu Bozeșan (1987)     |                              |
|           |                          | Florin Constantinovici (1989) | Cristian Nicolae (1988)      |                              |
|           |                          |                               | Vasile Caciureac (1989)      |                              |
|           |                          |                               | Mihai Iosif (1989)           |                              |
| Anii '90  | Ionel Rotărescu (1990)   | Dorel Mutică (1994)           | Iulian Chiriță (1991)        | Ion Vlădoiu (1993)           |
|           | Bogdan Lobonț (1997)     | Mugur Bolohan (1995)          | Dan Diac (1992)              | Ionel Chebac (1993)          |
|           |                          | Cristian Dulca (1995)         | Dănuț Lupu (1993)            | Marius Șumudică (1996)       |
|           |                          | Ștefan Nanu (1996)            | Constantin Schumacher (1998) | Daniel Pancu (1996)          |
|           |                          | Mircea Rednic (1997)          | Ioan Ovidiu Sabău (1998)     | Ioan Viorel Ganea (1999)     |
|           |                          | Adrian Iencsi (1997)          | Marius Măldărășanu (1998)    | Constantin Barbu (1999)      |
|           |                          |                               | Răzvan Raț (1998)            |                              |
| Anii 2000 | Emilian Dolha (2000)     | Vasile Maftei (2000)          | Robert Ilyeș (2001)          | Nicolae Constantin (2000)    |
|           | Răzvan Lucescu (2000)    | Dănuț Perjă (2001)            | Florin Șoavă (2001)          | Daniel Niculae (2001)        |
|           | Dănuț Coman (2005)       | Valentin Bădoi (2002)         | Nicolae Grigore (2004)       | Florin Bratu (2001)          |
|           | Mircea Bornescu (2009)   | Marius Constantin (2004)      | Emil Dică (2005)             | Lucian Burdujan (2004)       |
|           |                          | Cristian Săpunaru (2006)      | Costin Lazăr (2006)          | Mugurel Buga (2005)          |
|           |                          | Vladimir Božović (2007)       | Ovidiu Herea (2007)          | Viorel Moldovan (2006)       |
|           |                          |                               | Ștefan Grigorie (2007)       | Ionuț Mazilu (2006)          |
|           |                          |                               | Juliano Spadacio (2008)      | Ianis Zicu (2006)            |
|           |                          |                               |                              | Alexandru Ioniță (2009)      |
| Anii 2010 | Virgil Draghia (2010)    | Ionuț Voicu (2012)            | Alexandru Ioniță II (2011)   | Andrei Ciolacu (2011)        |
|           |                          | Petre Goge (2017)             | Iulian Popa (2015)           | Mădălin Martin (2013)        |
|           |                          |                               |                              | Marian Vlada (2018)          |

## Antrenori
- Marin Himer (1923-1925)
- Krüger
- Ștefan Auer (1937-1939)
- Alfréd Schaffer (1939-1940)
- Coloman Braun-Bogdan (1946-1947)
- Francisc Ronnay (1954-1959)
- Valentin Stănescu (1963 - 1968, 1982 - 1984)
- Viorel Hizo (1993 - 1995, 1995, vara 2001 - 16 mai 2002, 2004, mai 2009 - 30 oct. 2009)
- Mircea Lucescu (1997 - 1998, apr. 1999 - iun 2000)
- Mircea Rednic (dec. 1998, oct. 2000-iun 2001, 16 mai 2002-dec. 2003, 9 oct. 2007 - 21 mar. 2008)
- Dan Petrescu (dec. 2003 - apr. 2004)
- Răzvan Lucescu (2004 - 2007, 11 iun. 2011 - mai 2012)
- Cristiano Bergodi (17 iun. 2007 - 8 oct. 2007)
- Marian Rada (mar. 2008 - iunie 2008, ian. 2009 - 3 mai 2009, apr. 2011 - iun. 2011, oct. 2012 - aug. 2013)
- José Peseiro (din iul. 2008 - ian. 2009)
- Nicolae Manea (31 oct. 2009 - mar. 2010)
- Ciprian Panait (mar. 2010)
- Ioan Andone (31 mar. 2010 - iun. 2010)
- Marius Șumudică (iun 2010 - 27 apr. 2011)
- Ioan Sabău (iun. 2012 - oct. 2012)
- Sandu Tăbârcă (august 2013 - sept. 2013)
- Viorel Moldovan (sept. 2013 - iun 2014)
- Ioan Viorel Ganea (iun 2014)

## Suporteri celebri
| - Florian Pittiș - Victor Socaciu - Fănuș Neagu - Ion Lucian - Marin Moraru - Gheorghe Dinică - Colea Răutu - Nicu Constantin - Puiu Călinescu - Ștefan Bănică Senior - Jean Constantin | - Mitică Popescu - Dem Rădulescu - Adrian Păunescu - Ioan Chirilă - Dan Puican - Fărâmiță Lambru - Maria Tănase - Ioana Radu - Dorina Drăghici - Roxana Ionescu - Anda Călugăreanu | - Mihai Bendeac - Dan Grigore - Horia Brenciu - Adrian Despot - Mircea Geoană - Ilie Dobre - Ion Iliescu - Nicolae Văcăroiu |